# 上北谷村
上北谷村（かみきただにむら）は、かつて新潟県古志郡にあった村。1954年3月31日に南蒲原郡見附町と古志郡栃尾町に分割編入された。
現在の見附市上北谷地区、北谷地区の栃窪町、佐野町、および長岡市の小貫、土ヶ谷にあたる。

## 沿革
- 1889年4月17日 - 町村制の施行に伴い、太田村，池之島村，本明村，八十刈村新田，河野村，宮之原村，牛ヶ峰村，神保村，栃窪村，佐野新田，岩淵長七新田,土ヶ谷村，小貫村，小貫村忠左衛門組の14村が合併し、上北谷村成立。
- 1915年2月14日 - 栃尾鉄道（後の越後交通栃尾線）が栃尾から山本村（現在の長岡市）浦瀬まで開通。村内には上太田（後の上北谷駅）、上北谷（後の太田駅）、本明の3駅が置かれる。
- 1954年3月31日 - 南蒲原郡見附町と古志郡栃尾町に分割編入。見附町は同日市制施行、見附市となる。
  - 小貫、土ヶ谷 - 栃尾町へ編入。
  - 残部 - 見附町へ編入。
- 1954年6月1日 - 栃尾町が上塩谷村, 下塩谷村, 東谷村, 荷頃村を編入・市制施行して栃尾市となる。
- 2006年1月1日 - 栃尾市が与板町, 和島村, 寺泊町と共に長岡市へ編入される。

## 現在

### 栃尾町に編入された区域
合併後、栃尾町に編入された2大字は栃尾地区の一部となり、栃尾市の長岡市合併後においてもこの区分は引き継がれている。なお、この地区の児童は土ヶ谷の上北谷小学校分校へ通学していたが、合併に伴い分校は栃尾小学校へ移管されている（後に本校の分割により栃尾東小学校分校、平成8年度をもって閉校）。

### 見附町に編入された区域
残部は、小貫、土ヶ谷を除いた飛び地状の区域が見附町に編入されたため、太田、上北谷などの北部は上北谷地区となったが、南部の栃窪、佐野は隣接する北谷地区の一部となっている。（但し、佐野町は合併後見附市の飛び地、栃窪町も険しい峠のために市内の他地区へ行くには一度長岡市を経由しなければならず、実質的な飛び地となっている。）
なお、栃窪地区は厳しい地理的条件のために昭和末期から平成初年にかけて集団離村が行われ廃村、現在は栃窪に農地を持つ者が耕作のために出入りするのみとなっている。また、栃窪から同市内の田井地区へ移住した者によって形成された集落には「栃栄町」と称する小字が設けられ、田井町の他地区とは異なる郵便番号が与えられている（当地への郵便物は住所に「田井町」と書いても「栃栄町」と書いても届く）。
飛び地の佐野地区もすでに廃村となっており、域内には山林が広がるのみで住民はいない。
北部の「上北谷地区」となった地域は現在見附市立上北谷小学校の校区となっている。